# Epilepsia Autoimune
O campo da epilepsia autoimune evoluiu substancialmente nas últimas décadas com a descoberta de vários autoanticorpos neurais e com uma melhor compreensão dos mecanismos destas síndromes imunomediadas. Foi demonstrado que uma proporção considerável de doentes com epilepsia de etiologia desconhecida tem uma causa autoimune. A maioria dos doentes com epilepsia autoimune apresenta geralmente convulsões refractárias de início recente, juntamente com declínio cognitivo progressivo subagudo e disfunção comportamental ou psiquiátrica. Os anticorpos neurais específicos habitualmente associados à epilepsia autoimune incluem a proteína 1 (LGI1) activada por glioma rica em leucina, o recetor N-metil-d-aspartato (NMDA-R) e a IgG da descarboxilase do ácido glutâmico 65 (GAD65). O diagnóstico destes casos depende da identificação da síndrome clínica e de estudos auxiliares, incluindo a avaliação de auto-anticorpos. 
A epilepsia afecta aproximadamente 0,5% a 1,0% da população mundial. A etiologia de uma proporção significativa de casos permanece desconhecida. Ultimamente, o papel da autoimunidade na epilepsia tem sido destacado por vários estudos. Na última classificação da epilepsia de 2017, a Liga Internacional contra a Epilepsia (ILAE) reconheceu a epilepsia autoimune como uma entidade distinta.
A ligação entre a epilepsia e a neuroinflamação em síndromes como a encefalite de Rasmussen tem sido especulada há décadas. Além disso, na década de 1960, foram descritos os primeiros casos de encefalite límbica paraneoplásica associada à epilepsia. Nas últimas décadas, foram descobertos vários autoanticorpos neurais que visam antigénios intracelulares ou de superfície celular associados à epilepsia e/ou encefalopatia. É provável que nos próximos anos sejam descobertos muitos mais biomarcadores com associações clínicas e/ou oncológicas específicas. É provável que estas descobertas de biomarcadores sejam aceleradas com a otimização da sequenciação por imunoprecipitação de fagos (PhIP-Seq), da espetrometria de massa por imunoprecipitação e das técnicas de microarray de proteínas.
A identificação da epilepsia imunomediada é fundamental, uma vez que o início precoce da imunoterapia tem sido associado a um resultado clínico favorável. O diagnóstico da epilepsia autoimune, na maioria dos casos, baseia-se nas suas características clínicas, nos resultados da ressonância magnética (RM) e na análise do líquido cefalorraquidiano (LCR). Por vezes, o ensaio de imunoterapia é utilizado com o duplo objetivo de diagnóstico e tratamento, especialmente em casos seronegativos.

## Epidemiologia
A verdadeira incidência da epilepsia autoimune permanece desconhecida. Não existem estudos de base populacional que forneçam a incidência e a prevalência da epilepsia autoimune ajustadas à idade e ao sexo.
Um estudo recente de base populacional do condado de Olmsted, MN, estimou a incidência e a prevalência da encefalite autoimune em 0,8/100.000 pessoas-ano e 13,7/100.000 pessoas, respetivamente. Curiosamente, registou-se um aumento significativo da incidência de encefalite autoimune na última década, com o aumento do reconhecimento de anticorpos específicos neurais a contribuir para o diagnóstico de encefalite autoimune definitiva. No entanto, apenas um subconjunto de casos neste estudo tinha epilepsia como parte da sua síndrome autoimune. Além disso, a seleção de casos baseou-se nos critérios de diagnóstico de encefalite autoimune propostos, tendo sido excluídos os doentes com epilepsia sem défice cognitivo.
Um estudo prospetivo de base hospitalar referiu que 20% dos doentes adultos com epilepsia de etiologia desconhecida eram seropositivos para anticorpos específicos neurais associados a epilepsia ou encefalopatia autoimune. No entanto, houve uma clara diferença nas especificidades dos anticorpos específicos neurais detectados em doentes com epilepsia de início recente e crónica. A proteína 1 activada por glioma rica em leucina (LGI1) e a imunoglobulina G (IgG) do recetor N-metil-d-aspartato (NMDA-R) foram detectadas nas epilepsias de início recente, enquanto as epilepsias crónicas apresentavam uma maior proporção de IgG da descarboxilase do ácido glutâmico 65 (GAD65). Outro estudo retrospetivo baseado no Reino Unido também estimou que a frequência de anticorpos neurais específicos é de 15% entre os doentes sem uma etiologia genética, estrutural ou metabólica para a epilepsia. Estima-se que as epilepsias de etiologia desconhecida constituam um terço de todas as epilepsias em adultos. Portanto, a taxa de epilepsias autoimunes baseada nesses estudos pode ser inferida como sendo de cerca de 5 a 7% de todas as epilepsias, pelo menos em adultos. A frequência dos autoanticorpos na epilepsia pediátrica é mais incerta. Estudos efectuados na Europa e na Austrália relataram a presença de auto-anticorpos em cerca de 10% dos doentes pediátricos com epilepsia de início recente.

## Fisiopatologia
A descoberta de anticorpos neurais específicos tem desempenhado um papel significativo na compreensão da etiopatogénese da epilepsia autoimune. Em alguns casos, o gatilho imunológico é um tumor oculto subjacente. As células tumorais expressam um antigénio onconeural que leva a uma resposta imunitária mal direccionada, contribuindo para a disfunção neuronal. Algumas destas respostas de anticorpos são específicas do tumor, por exemplo, anticorpo nuclear antineuronal tipo 1 (ANNA-1) IgG e carcinoma do pulmão de pequenas células, Ma-2 IgG e cancro das células germinativas testiculares (Tabela 1).

## Tabela 1- Características clínicas das síndromes neurais específicas associadas a auto-anticorpos
| Anticorpo    | Apresentações neurológicas                                                                                          | Associação de epilepsia (3+, 2+, 1+) | Apresentações de epilepsia                                                          | Ressonância magnética cerebral                                                               | Tipo específico de cancro (proporção de doentes com cancro)                                 |
| ------------ | --- | ------------------------------------ | ----------------------------------------------------------------------------------- | -------------------------------------------------------------------------------------------- | ------------------------------------------------------------------------------------------- |
| LGI1         | FBDS, convulsões de piloerecção, PDS, encefalite límbica, hiponatremia                                              | 3+                                   | FBDS, piloerecção unilateral, tonturas paroxísticas                                 | Hiperintensidade FLAIR temporal medial, hiperintensidade T1 dos gânglios basais (casos FBDS) | Timoma (10-15%)                                                                             |
| GABA-B       | SE, encefalite límbica                                                                                              | 3+                                   | Convulsões crescentes, SE é frequente                                               | Hiperintensidade FLAIR temporal medial                                                       | Cancro do pulmão de pequenas células (50-60%)                                               |
| GABA-A       | SE, encefalite autoimune                                                                                            | 3+                                   | Convulsões crescentes e status epilepticus                                          | Hiperintensidade multifocal cortical e subcortical                                           | Timoma (10-30%)                                                                             |
| NMDA-R       | Discinesia oral, catatonia, disfunção neuropsiquiátrica, disfunção autonómica, epilepsia refractária                | 3+                                   | Convulsões crescentes, estado epilético e encefalopatia (EEG: delta-brush extremo)  | Alterações corticais e/ou subcorticais normais ou inespecíficas                              | Teratoma do ovário (20-30%)                                                                 |
| GAD65        | SPS, hiperecplexia, encefalite do tronco cerebral (especialmente afro-americanos)                                   | 2+                                   | Epilepsia multifocal, epilepsia resistente a fármacos, raramente SE                 | Hiperintensidade multifocal cortical e subcortical ou hiperintensidade do tronco cerebral    | Carcinoma do pulmão (células pequenas ou não pequenas), timoma (<10%)                       |
| AMPA-R       | Encefalite límbica                                                                                                  | 2+                                   | SE                                                                                  | Foi notificada Atrofia cortical, núcleos cinzentos profundos Hiperintensidade FLAIR          | Timoma, cancro do pulmão de pequenas células, adenocarcinoma da mama (50-70%)               |
| mGluR5       | Encefalopatia, alterações do humor, perturbações do movimento e convulsões                                          | 2+                                   | As convulsões são comuns, SE em crianças                                            | Normal em 50%, alterações FLAIR límbicas/corticais                                           | Linfoma de Hodgkin (50-70%)                                                                 |
| ANNA-1/Hu    | Encefalite límbica, neuronopatia sensorial, disfunção autonómica                                                    | 2+                                   | Convulsões temporais e/ou extratemporais, raramente SE                              | Normal ou hiperintensidade FLAIR temporal medial                                             | Cancro do pulmão de pequenas células, tumores neuroendócrinos (>70%)                        |
| Ma-1/Ma-2    | Encefalite límbica, encefalite do tronco cerebral                                                                   | 2+                                   | Convulsão focal inconsciente ou tónico-clónica bilateral                            | Hiperintensidade FLAIR do tronco cerebral ou hiperintensidade FLAIR temporal medial          | Tumor de células germinativas testiculares†, cancro do pulmão de pequenas células‡ (50-70%) |
| Anfifisina   | SPS, PERM, mielite transversa                                                                                       | 2+                                   | Pode ocorrer encefalite límbica e convulsões em até 30% dos doentes.                | Alterações corticais e/ou subcorticais normais ou inespecíficas                              | Cancro do pulmão de pequenas células, cancro da mama (50-70%)                               |
| ANNA-2/Ri    | Estridor, laringoespasmo, distonia da mandíbula, opsoclonia mioclonia                                               | 1+                                   | As convulsões são raras                                                             | Hiperintensidade e/ou atrofia FLAIR do tronco cerebral                                       | Cancro do pulmão de pequenas células, cancro da mama (>70%)                                 |
| CASPR-2      | Neuromiotonia, síndrome de Morvan, encefalite límbica, epilepsia refractária, perturbações do sono                  | 1+                                   | Inespecífico                                                                        | Hiperintensidade FLAIR temporal normal ou medial                                             | Timoma (10-20%)                                                                             |
| Glicina      | SPS, PERM | 1+                                   | Raramente associada a convulsões                                                    | Alterações corticais e/ou subcorticais normais ou inespecíficas                              | Timoma (<5%)                                                                                |
| DPPX         | Diarreia, hiperecplexia, sono ambíguo, parassónias, PERM,                                                           | 1+                                   | Raramente associada a convulsões                                                    | Alterações corticais e/ou subcorticais normais ou inespecíficas                              | Linfoma (<10%)                                                                              |
| GFAPα        | Meningo-encefalomielite, tremor, ataxia, disfunção autonómica                                                       | 1+                                   | Raramente associado a convulsões                                                    | Realce peri-radial/pontilhado ou hiperintensidade subcortical difusa                         | Teratoma do ovário (20%)                                                                    |
| CRMP-5       | Coreoatetose, neurite ótica, retinite, encefalite límbica, ataxia, mielite transversa, polirradiculoneuropatia      | 1+                                   | Raramente associada a convulsões (focais conscientes e focais inconscientes)        | Hiperintensidade FLAIR normal ou temporal medial                                             | Cancro do pulmão de pequenas células, timoma (50-70%)                                       |
| Neurexina-3α | Prodrómio de febre, cefaleias e sintomas gastrointestinais seguido de desenvolvimento de encefalopatia e convulsões | 1+                                   | Dados limitados disponíveis                                                         | Normal                                                                                       | Nenhum                                                                                      |
| MOG          | ADEM, ON, TM | 1+                                   | Convulsões focais com generalização secundária e estado epilético                   | Desmielinização multifocal, envolvimento do corpo caloso, núcleos cinzentos profundos        | Nenhum                                                                                      |
| AK5          | Encefalite límbica Dados limitados disponíveis.                                                                     | Raro                                 | Dados limitados disponíveis.1 doente com convulsões 6 meses após o início da doença | Hiperintensidade FLAIR temporal medial bilateral                                             | Nenhum                                                                                      |
| IgLON5       | Parassónias, disfunção REM e NREM, disfunção do tronco cerebral, perturbação da hiperexcitabilidade                 | Raro                                 | Raro Raramente associado a epilepsia nocturna do lobo frontal                       | Alterações corticais e/ou subcorticais normais ou inespecíficas                              | Nenhum                                                                                      |

| - ADEM = encefalomielite disseminada aguda; - AMPA-R = ácido amino-3-hidroxi-5-metil-4-isoxazolepropiónico; - ANNA-1 = anticorpo nuclear antineuronal tipo 1; - ANNA-2 = anticorpo nuclear antineuronal tipo 2; - AK5 = adenilato quinase 5; - CBA = ensaio baseado em células; - CASPR-2 = proteína tipo 2 associada à contactina; - CRMP-5 = proteína mediadora da resposta à colapsina-5; - DPPX = proteína tipo 6 da dipeptidil-peptidase; - EMG = eletromiografia; - FLAIR = recuperação da inversão atenuada por fluidos; - GABA-A = ácido γ-aminobutírico tipo A; - GABA-B = ácido γ-aminobutírico do tipo B; - GAD65 = ácido glutâmico descarboxilase 65; - GFAP = proteína glial fibrilar ácida; - LGI1 = proteína 1 inactivada por glioma rico em leucina; - MOG = glicoproteína mielina oligodendrócitos; - NMDA-R = recetor N-metil-d-aspartato; - ON = neurite ótica; - PERM = encefalomielite progressiva com rigidez e mioclonia; - PDS = tonturas paroxísticas, - REM = movimentos oculares rápidos; - SPS = síndrome da pessoa rígida; - TM = mielite transversa; - WB = Western blot *Anticorpos coexistentes LGI1 e CASPR-2 Anticorpos †Ma-2 Anticorpos ‡Ma-1 com ou sem anticorpos Ma-2 |
| --- |

A infeção é outro potencial fator desencadeante da síndrome neurológica autoimune. Foram postulados diferentes mecanismos, incluindo o mimetismo molecular, a propagação de epítopos e a ativação de linfócitos e autoanticorpos similares. A semelhança estrutural e/ou da sequência de aminoácidos entre o agente patogénico e o autoantigénio, que conduz a uma resposta imunitária de reação cruzada, é a base do mimetismo molecular. Em segundo lugar, os danos celulares provocados por uma infeção podem levar à libertação de um suposto autoantigénio, desencadeando uma resposta autoimune. Em terceiro lugar, a infeção pode levar à ativação de linfócitos auto-reactivos e de células apresentadoras de antigénios, conduzindo a uma resposta imunitária contra os autoantigénios. Um exemplo de desencadeamento infecioso que conduz à autoimunidade é a associação entre a encefalite por vírus herpes simplex e a encefalite NMDA-R.
Os autoantigénios podem ser divididos com base na sua localização celular em epítopos de superfície celular ou intracelulares. Alguns anticorpos de superfície celular têm um papel patogénico direto. Os anticorpos LGI1 e NMDA-R são dois exemplos que visam epítopos extracelulares. Foi postulado que o LGI1 IgG causa um efeito patogénico por deficiência dos canais iónicos. A LGI1 IgG leva à perturbação da interação LGI1-ADAM22, o que reduz a função do recetor sináptico do ácido α-amino-3-hidroxi-5-metil-4-isoxazolepropiónico (AMPA), perturbando subsequentemente o influxo de cálcio. Por outro lado, o NMDA-R IgG liga-se a uma região da subunidade GluN1 do NMDA-R. Isto perturba a interação entre o NMDA-R e a subunidade GluN1. Isto perturba a interação entre o NMDAR e o recetor B2 da efrina, e inicia a internalização do NMDA-R, contribuindo para a disfunção neuronal. O processo de internalização é reversível, e foi demonstrada uma boa recuperação com a remoção de IgG NMDA-R.
Os anticorpos contra auto-antigénios intracelulares, como o anti-Hu ou o anti-Yo, são biomarcadores substitutos; a lesão neuronal é atribuída à resposta das células T citotóxicas CD8+. Estes anticorpos e as células T neurotóxicas podem partilhar a mesma especificidade de autoantigénio, por exemplo, a síndrome paraneoplásica Ant-Yo (CDR2).

## Apresentação clínica
Os doentes com epilepsia autoimune apresentam geralmente um início recente de crises refractárias com uma ou mais características coexistentes de encefalite autoimune, incluindo declínio cognitivo progressivo subagudo, sintomas psiquiátricos, pródromo viral, disfunção autonómica, LCR inflamatório, associação oncológica ou alterações na RM cerebral consistentes com encefalite autoimune. A seleção ideal de doentes com base nas suas características clínicas para a avaliação de anticorpos específicos neurais é fundamental.
A previsão das especificidades dos auto-anticorpos neurais com base nas características clínicas pode ser difícil devido à sobreposição de características, sendo uma das excepções uma convulsão distónica faciobraquial que é patognómica para LGI1 IgG. Por conseguinte, tanto o soro como o LCR devem ser testados para evitar resultados falsos negativos e falsos positivos. Especificamente, o teste de IgG NMDA-R e de IgG da proteína ácida fibrilar glial é mais sensível e específico no LCR. Além disso, a deteção de GAD65 IgG no LCR (mesmo em títulos baixos) é favorável à autoimunidade neurológica, mas os títulos baixos de GAD65 IgG no soro podem ser inespecíficos. Por outro lado, o LCR é menos sensível do que o soro na deteção de LGI1 ou de IgG do tipo 2 da proteína associada à contactina (CASPR-2).
A este respeito, pode ser utilizado um modelo preditivo (pontuação da Prevalência de Anticorpos na Epilepsia e Encefalopatia [APE2]) baseado nas características clínicas e na avaliação neurológica inicial (Tabela 2). Além disso, um sistema de pontuação para prever uma resposta favorável à imunoterapia inicial (pontuação Response to Immunotherapy in Epilepsy and Encephalopathy [RITE2]) também pode ser utilizado para a gestão destes doentes. (Tabela 2). Para a previsão da seropositividade de anticorpos neurais específicos, uma pontuação APE2 ≥ 4 em doentes com epilepsia de etiologia desconhecida demonstrou ter uma sensibilidade e especificidade de 98% e 85%, respetivamente. Uma pontuação APE2 ≥ 7 teve uma especificidade de 100% para uma etiologia autoimune da epilepsia. Para os doentes que recebem imunoterapia de primeira linha, a pontuação RITE2 ≥ 7 tem uma sensibilidade e uma especificidade de 88% e 84%, respetivamente.

### Tabela 2 - Componentes do score APE2 (1A) e do score RITE2 (1B). A pontuação RITE2 incluiu todos os componentes da pontuação APE2 e 2 variáveis adicionais: início da imunoterapia no prazo de 6 meses após o início dos sintomas e deteção de auto-anticorpos específicos da membrana plasmática (1B). As pontuações APE2 e RITE2 atribuídas são a soma dos valores de todos os componentes

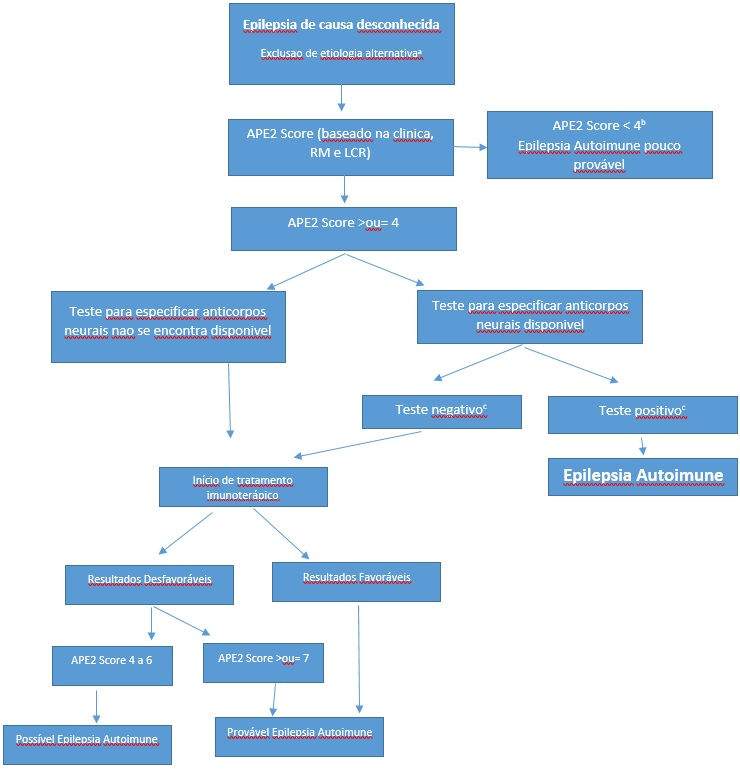
Fig. 2 - Algoritmo Diagnóstico Epilepsia Autoimune

| 1A: Pontuação da Prevalência de Anticorpos na Epilepsia e Encefalopatia (APE2) | Valor           | 1B: Pontuação da Resposta à Imunoterapia na Epilepsia e Encefalopatia (RITE2) | Valor            |
| --- | --------------- | --- | ---------------- |
| Alterações do estado mental de início recente e rapidamente progressivas que se desenvolveram ao longo de 1-6 semanas ou atividade convulsiva de início recente (no prazo de 1 ano após a avaliação)                                   | (+1)            | Alterações do estado mental de início recente e rapidamente progressivas que se desenvolveram ao longo de 1-6 semanas ou atividade convulsiva de início recente (no prazo de 1 ano após a avaliação)                                   | (+1)             |
| Alterações neuropsiquiátricas: agitação, agressividade, labilidade emocional | (+1)            | Alterações neuropsiquiátricas: agitação, agressividade, labilidade emocional | (+1)             |
| Disfunção autonómica (taquicardia auricular ou bradicardia sustentadas, hipotensão ortostática, hiperidrose, pressão arterial persistentemente lábil, taquicardia ventricular, asistolia cardíaca ou dismotilidade gastrointestinal)*  | (+1)            | Disfunção autonómica (taquicardia ou bradicardia auricular sustentada, hipotensão ortostática, hiperidrose, pressão arterial persistentemente lábil, taquicardia ventricular, asistolia cardíaca ou dismotilidade gastrointestinal)*   | (+1)             |
| Prodrómio viral (rinorreia, dor de garganta, febre baixa) a ser pontuado na ausência de malignidade sistémica subjacente nos 5 anos seguintes ao início dos sintomas neurológicos                                                      | (+2)            | Prodrómio viral (rinorreia, dor de garganta, febre baixa) a ser pontuado apenas na ausência de malignidade subjacente nos 5 anos seguintes ao início dos sintomas neurológicos                                                         | (+2)             |
| Crises distónicas faciobraquiais | (+3)            | Crises distónicas faciobraquiais | (+3)             |
| Discinesias faciais, a avaliar na ausência de crises distónicas faciobraquiais | (+2)            | Discinesias faciais, a avaliar na ausência de crises distónicas faciobraquiais | (+2)             |
| Convulsão refractária a pelo menos dois medicamentos anti-convulsivos | (+2)            | Convulsão refractária a pelo menos dois medicamentos anti-convulsivos | (+2)             |
| Achados do LCR consistentes com inflamação† (proteína elevada do LCR >50 mg/dL e/ou pleocitose linfocítica >5 células/mcL, se o número total de hemácias do LCR for <1000 células/mcL)                                                 | (+2)            | Achados do LCR consistentes com inflamação† (proteína elevada do LCR >50 mg/dL e/ou pleocitose linfocítica >5 células/mcL, se o número total de hemácias do LCR for <1000 células/mcL)                                                 | (+2)             |
| RMN cerebral sugestiva de encefalite (hiperintensidade T2/FLAIR limitada a um ou ambos os lobos temporais mediais, ou multifocal na substância cinzenta, na substância branca, ou ambas compatíveis com desmielinização ou inflamação) | (+2)            | RMN cerebral sugestiva de encefalite (hiperintensidade T2/FLAIR limitada a um ou ambos os lobos temporais mediais, ou multifocal na substância cinzenta, na substância branca, ou ambas compatíveis com desmielinização ou inflamação) | (+2)             |
| Cancro sistémico diagnosticado no prazo de 5 anos após o início dos sintomas neurológicos (excluindo carcinoma espinocelular cutâneo, carcinoma basocelular, tumor cerebral, cancro com metástases cerebrais)                          | (+2)            | Cancro sistémico diagnosticado no prazo de 5 anos após o início dos sintomas neurológicos (excluindo carcinoma espinocelular cutâneo, carcinoma basocelular, tumor cerebral, cancro com metástases cerebrais)                          | (+2)             |
| | Total (máx. 18) | Imunoterapia iniciada no prazo de 6 meses após o início dos sintomas | (+2)             |
| |                 | Auto-anticorpo de membrana plasmática neural detectado (NMDA-R, GABAAR, GABABR, AMPA-R, DPPX, mGluR1, mGluR5, LGI1, CASPR-2, neurexina-3α, MOG)                                                                                        | (+2)             |
| |                 | | Total (máx., 22) |

| ANNA-1 = anticorpo nuclear antineuronal 1; ANNA-2 = anticorpo nuclear antineuronal 2; ANNA-3 = anticorpo nuclear antineuronal 3; AMPA-R = ácido amino-3-hidroxi-5-metil-4-isoxazolepropiónico; CASPR-2 = proteína 2 associada à contactina; DPPX = proteína 6 semelhante à dipeptidil-peptidase; FLAIR = recuperação de inversão atenuada por fluido; GABAAR = recetor A do ácido γ-aminobutírico; GABABR = recetor B do ácido γ-aminobutírico; GFAPα = proteína glial fibrilar ácida; LGI1 = proteína 1 activada por glioma rica em leucina; MOG = glicoproteína de oligodendrócitos da mielina; mGluR1 = recetor metabotrópico de glutamato 1; mGluR5 = recetor metabotrópico de glutamato 5; NMDA-R = recetor de N-metil-d-aspartato *Pontuado apenas se não houver história de disfunção autonómica antes do início da síndrome autoimune suspeita e se a disfunção autonómica não for atribuível a medicamentos, hipovolemia, plasmaferese ou infeção †Pacientes com pontuação zero se a ressonância magnética cerebral ou a análise do LCR não forem realizadas |

Utilizando a pontuação APE2, o estado sérico de anticorpos específicos neurais e o ensaio de imunoterapia, foi proposto um critério de diagnóstico para a epilepsia autoimune. Os doentes foram classificados em "epilepsia autoimune definitiva", "epilepsia autoimune provável" ou "epilepsia autoimune possível" (Fig. 2). Todos os doentes com epilepsia de etiologia desconhecida e pontuação APE2 ≥ 4 devem ser submetidos a uma avaliação de autoanticorpos. Se os anticorpos neurais específicos clinicamente validados como estando associados à epilepsia autoimune forem positivos, estes casos preenchem os critérios para "epilepsia autoimune definitiva". Para os doentes com epilepsia de etiologia desconhecida, apesar de um exame exaustivo e de uma avaliação negativa dos auto-anticorpos, que tenham uma pontuação APE2 ≥ 4, deve ser considerado um ensaio diagnóstico de imunoterapia (como descrito mais adiante). Uma resposta favorável ao ensaio de imunoterapia (definida como uma redução de > 50% na frequência das crises após a imunoterapia) ou uma pontuação APE2 ≥ 7 independentemente do resultado do ensaio de imunoterapia (devido à maior especificidade para a etiologia autoimune) apoia o diagnóstico de "provável epilepsia autoimune".
| Critérios propostos para o diagnóstico da epilepsia autoimune, estratificando os doentes com base na pontuação APE2 e no ensaio de imunoterapia em epilepsia autoimune "definitiva", "possível" ou "provável". APE2 = Prevalência de anticorpos na epilepsia e encefalopatia; LCR = líquido cefalorraquidiano; RMN = ressonância magnética. A letra "a" sobrescrita indica uma exclusão razoável de etiologia alternativa (genética, encefalite infecciosa, neoplasia, processo neurodegenerativo, encefalopatia metabólica ou tóxica). A letra sobrescrita "b" indica doentes raros com anticorpo anti-proteína 1 activada por glioma rico em leucina e uma apresentação ligeira, tendo-se verificado que a pontuação APE2 era inferior a 4. A letra sobrescrita "c" indica anticorpos neurais específicos clinicamente validados como estando associados à epilepsia autoimune (AMPA-R = recetor do ácido amino-3-hidroxi-5-metil-4-isoxazolepropiónico, anfifisina; AK5 = adenilato quinase 5; ANNA-1 = anticorpo nuclear antineuronal 1; ANNA-2 = anticorpo nuclear antineuronal 2; ANNA-3 = anticorpo nuclear antineuronal 3; DPPX = proteína 6 semelhante à dipeptidil-peptidase; CASPR-2 = proteína 2 associada à contactina; CRMP-5 = proteína mediadora da resposta à colapsina-5; GAD65 = descarboxilase do ácido glutâmico 65 (detectada no soro > 20 nmol/L ou no LCR); GABABR = recetor B do ácido γ-aminobutírico; GABAAR = recetor A do ácido γ-aminobutírico; GFAPα = proteína ácida fibrilar glial (detectada no LCR), IgLON5; LGI1 = proteína 1 activada por glioma rica em leucina, Ma-1/Ma-2; MOG = glicoproteína de oligodendrócitos da mielina; mGluR5 = recetor de glutamato metabotrópico 5, Neurexina-3α; NMDA-R = recetor de N-metil-d-aspartato (de preferência detectado no LCR), PCA2 = anticorpo de células de Purkinje de tipo 2, PCA Tr) avaliadas e confirmadas pelas técnicas mais recentes e validadas. A letra "d" sobrescrita indica que devem ser considerados ensaios de imunoterapia normalizados. Ensaio IVMP de 12 semanas: 1 g, por via intravenosa, uma vez por dia durante 3 dias consecutivos, depois uma vez por semana durante 5 semanas, seguido de uma vez de 2 em 2 semanas durante 6 semanas, num total de 12 semanas de terapêutica; ensaio IVMP de 6 semanas: 1 g, por via intravenosa uma vez por dia durante 3 dias consecutivos, depois uma vez por semana durante 5 semanas; ensaio de 12 semanas de IVIG: 0,4 g/kg diariamente durante 3 dias, seguido de 0,4 g/kg todas as semanas durante 6 semanas e depois de 2 em 2 semanas durante 6 semanas; ensaio de 6 semanas de IVIG: 0,4 g/kg diariamente durante 3 dias, seguido de 0,4 g/kg todas as semanas durante 6 semanas. A letra "d" sobrescrita indica uma redução de > 50% na frequência das crises |
| --- |

## Epítopos de superfície celular

### Recetor N-Metil-d-Aspartato IgG
A encefalite do recetor N-metil-d-aspartato (NMDA-R) afecta tipicamente mulheres jovens, com uma idade mediana de 22 anos (intervalo, 2 meses-85 anos). A apresentação clínica começa normalmente com um pródromo de dor de cabeça ou febre, seguido de manifestações psiquiátricas, incluindo delírios, alucinações, episódios semelhantes a mania, episódios alternados de agitação extrema e catatonia. Os doentes evoluem depois para convulsões, encefalopatia, discinesia oral, coreoatetose e disfunção autonómica. As convulsões na encefalite NMDA-R são geralmente convulsões focais não motoras que podem progredir para um estado epilético refratário. Se não forem tratados, os doentes evoluirão para um estado de coma.
Em cerca de metade dos doentes, pode ser identificado um fator desencadeante. Os dois principais factores desencadeantes são a presença de teratoma do ovário e uma história de encefalite por vírus herpes simplex (HSV). Aproximadamente dois terços das mulheres adultas com idades compreendidas entre os 18 e os 45 anos com encefalite NMDA-R apresentam teratoma do ovário. No entanto, a presença deste tumor é extremamente rara em crianças com menos de 12 anos ou em adultos mais velhos (≥ 45 anos). Além disso, uma avaliação prospetiva de doentes com encefalite por HSV mostrou que 17% destes casos desenvolveram encefalite NMDA-R durante o seguimento. Três outros doentes desta coorte eram positivos para IgG NMDA-R sem quaisquer características clínicas de encefalite autoimune na avaliação de seguimento.
Estudos recentes sobre o antigénio leucocitário humano (HLA) na encefalite NMDA-R demonstraram uma fraca associação de doentes com início na idade adulta com o alelo B*07:02 do complexo principal de histocompatibilidade (MHC) I.

### Proteína Activada por Glioma Rico em Leucina 1 IgG
A LGI1 IgG está tipicamente associada a convulsões e défices de memória, normalmente em doentes mais velhos (> 40 anos). No entanto, também foram descritos alguns casos pediátricos. Um fenótipo caraterístico descrito entre os doentes adultos é o das crises distónicas faciobraquiais (FBDS). Trata-se de crises motoras distónicas focais breves que ocorrem várias vezes ao dia. Têm uma contração estereotipada caraterística da face, braço e perna. Outra semiologia caraterística das crises são os episódios de piloerecção unilateral. Mais recentemente, foram também descritas tonturas paroxísticas num subgrupo de doentes. Estas "tonturas" ou "experiências fora do corpo" podem preceder a encefalopatia em 2 a 12 meses.
A análise HLA da encefalite LGI1 mostrou uma forte associação com 27 polimorfismos de nucleótido único (SNPs) na região HLA-II e haplótipos MHC classe II DRB1*07:01, DQA1*02:01 e DQB1*02:02.
Uma minoria (~ 2%) dos doentes com anticorpos do complexo de canais de potássio dependentes da voltagem (VGKCc) tem IgG CASPR-2 coexistente. O envolvimento do sistema nervoso periférico é mais comum (neuromiotonia, mioquimia ou disautonomia) entre estes doentes. No entanto, uma proporção considerável de doentes, especialmente os mais idosos, pode ter epilepsia ou encefalite coexistentes. A VGKCc IgG na ausência de seropositividade de LGI1 e/ou CASPR-2 IgG pode não ser um biomarcador específico de autoimunidade.

### Ácido α-Amino-3-hidroxi-5-metil-4-isoxazolepropiónico IgG
Os anticorpos contra o recetor AMPA são dirigidos contra as subunidades GluR1 e GluR2, causando uma regulação negativa do recetor e diminuindo o seu agrupamento sináptico. A idade média de início da doença é de cerca de 60 anos. A encefalite do recetor AMPA apresenta-se tipicamente com sintomas clássicos de encefalite límbica (défices de memória anterógrada, amnésia retrógrada, alterações de humor e convulsões do lobo temporal). Estudos recentes apoiaram a patogenicidade direta mediada por anticorpos. Dois terços dos doentes têm uma doença maligna subjacente, principalmente cancro do pulmão de pequenas células e timoma. Poucos doentes podem ter uma evolução refractária apesar da imunoterapia agressiva e desenvolver atrofia cortical difusa.

### Ácido γ-Aminobutírico Tipo B IgG
Os receptores do ácido γ-aminobutírico do tipo B (GABA-B) estão ligados a canais de potássio activados pela proteína G. A encefalite do recetor GABA-B apresenta-se normalmente como um estado epilético não-convulsivo refratário. A maioria dos doentes são adultos mais velhos do sexo masculino (idade média de 61 anos). Em 50 a 60% dos casos, é detectada uma doença maligna subjacente, mais frequentemente um carcinoma do pulmão de pequenas células.

### Recetor GABA-A IgG
A encefalite fulminante e as convulsões refractárias ou o status epilepticus têm sido associados à encefalite do recetor GABA-A. Estes doentes apresentam hiperintensidades corticais e subcorticais T2/fluid-attenuated inversion recovery (FLAIR) assíncronas multifocais características. A idade de início dos sintomas tende a ser mais jovem (idade média, 40 anos) do que a dos casos de encefalite GABA-B.

### Proteína 6 IgG semelhante à dipeptidil-peptidase
A proteína 6 semelhante à dipeptidil-peptidase (DPPX) é uma subunidade auxiliar de superfície celular da família de canais de potássio Kv4.2. Os doentes com encefalite associada a anticorpos DPPX também podem ter convulsões como parte do síndroma. As manifestações clínicas características incluem dismotilidade gastrointestinal, perda de peso, disfunção cognitiva, delírio, hiperecplexia, mioclonias, parassónias e, ocasionalmente, encefalomielite progressiva com rigidez e mioclonias (PERM).

### Recetor Metabotrópico de Glutamato 5 IgG
Em 1982, Ian Carr descreveu uma síndrome neuropsiquiátrica de comportamento bizarro, depressão, perda de memória e alucinações na sua filha de 15,5 anos. Foi-lhe diagnosticado um linfoma de Hodgkin e foi submetida a tratamento, o que levou a uma recuperação neurológica significativa. Chamou-lhe "síndrome de Ofélia", em homenagem a uma personagem da peça de Shakespeare "Hamlet". O Dr. Carr especulou um mecanismo paraneoplásico mediado pelo humor "talvez uma molécula semelhante a um neurotransmissor circulante segregada pelo tumor". Em 2011, foram encontrados IgGs do recetor de glutamato metabotrópico 5 (mGlur5) em dois doentes com manifestações clínicas consistentes com a síndrome de Ophelia (início subagudo de encefalopatia, alterações de humor, convulsões e linfoma de Hodgkin). Numa série recente de 11 doentes soropositivos para mGlur5 IgG, verificou-se que 5 tinham linfoma de Hodgkin e 1 cancro do pulmão de pequenas células. As manifestações clínicas mais comuns foram disfunção neuropsiquiátrica, perturbação do movimento, perturbação do sono e convulsões. Cinco dos 11 casos tinham envolvimento do sistema límbico na ressonância magnética cerebral e 4 tinham alterações na região extralímbica. Em 2 doentes, o estado epilético foi relatado como a caraterística clínica de apresentação.

## Epítopos intracelulares

### Ácido glutâmico descarboxilase (65 kd) IgG
Os anticorpos GAD65 (títulos séricos > 20 nmol/L ou deteção no LCR) estão associados a várias doenças neurológicas auto-imunes, incluindo epilepsia autoimune, síndrome da pessoa rígida, ataxia cerebelar, encefalite límbica e PERM. As mulheres são mais frequentemente afectadas do que os homens, e a idade média de início dos sintomas é de 30 anos (intervalo, 5-80 anos). Num estudo de 112 doentes com epilepsia focal inexplicada de início na idade adulta, verificou-se que 5,4% tinham títulos elevados de anticorpos GAD65 (> 1000 U/mL). Normalmente, os doentes com anticorpos GAD65 (títulos séricos > 20 nmol/L ou deteção no LCR) estão associados a uma evolução refractária ao tratamento. Postula-se que a natureza refractária da doença seja secundária à citotoxicidade mediada por células, em vez de uma patogénese direta mediada por anticorpos.

### Anticorpo Nuclear Antineuronal Tipo 1 (também conhecido como anti-Hu) IgG
Os doentes com anticorpos ANNA-1 IgG apresentam várias manifestações do sistema nervoso central e periférico. A seropositividade do ANNA-1 IgG tem uma forte associação com o cancro de pequenas células (81%). Postula-se que as células T específicas de HuD desempenham um papel importante na patogenicidade da síndrome paraneoplásica. A neuronopatia sensorial e a disfunção autonómica, especialmente a gastroparesia, são características da autoimunidade ANNA-1. No entanto, alguns doentes (10-17%) também apresentam encefalite límbica e/ou convulsões refractárias. As convulsões podem ter um início temporal ou extratemporal.

### ANNA-2 (também conhecido como anti-Ri) IgG
Foram notificadas convulsões e encefalite límbica em doentes com ANNA-2 IgG (a.k.a. anti-Ri). No entanto, uma manifestação clínica típica é a síndrome do tronco cerebral ou cerebelar, incluindo ataxia, nistagmo, opsoclonia-mioclonia, distonia de abertura da mandíbula e laringoespasmos.

### Ma-2 ou Membro da Família PNMA 2 IgG
Os doentes com Ma-2 IgG têm normalmente um fenótipo de encefalite límbica ou de encefalite do tronco cerebral. Um estudo retrospetivo de doentes soropositivos para Ma-2 IgG relatou convulsões tónico-clónicas ou focais inconscientes bilaterais em 12 de 27 (44%) doentes. A maioria dos doentes Ma-2 IgG tem um tumor testicular de células germinativas (especialmente homens jovens) ou cancro do pulmão de pequenas células (doentes mais velhos com coexistência de Ma-1 IgG). Os resultados clínicos favoráveis têm sido associados à ausência de anticorpos Ma-1 coexistentes, ao género masculino, à idade mais jovem (< 45 anos) e à presença de tumor testicular com resposta completa ao tratamento.

### Proteína mediadora da resposta à colapsina-5 IgG
A proteína mediadora da resposta à colapsina-5 (CRMP-5) IgG é um biomarcador paraneoplásico de cancro do pulmão de pequenas células ou timoma. Os doentes com CRMP-5 IgG manifestam-se normalmente com vários sinais neurológicos, incluindo encefalite límbica, coreia, neuropatia craniana, ataxia cerebelosa, mielopatia e polirradiculoneuropatia. Também foram registadas convulsões focais conscientes e inconscientes em doentes seropositivos para CRMP-5. O controlo da malignidade subjacente e o início precoce da imunoterapia são fundamentais para um melhor resultado clínico.

### Outras presumíveis epilepsias imunomediadas

#### Encefalite de Rasmussen
A encefalite de Rasmussen é uma doença neurológica crónica rara que se suspeita ter uma patogénese imunomediada. Caracteriza-se por epilepsia motora focal resistente aos medicamentos (epilepsia partialis continua), declínio cognitivo, hemiplegia e atrofia cerebral hemisférica unilateral. A maioria dos casos tem início durante a infância. Foram descritas três fases diferentes da doença. A primeira fase é a "fase prodrómica", caracterizada por uma frequência de crises relativamente baixa e, normalmente, sem hemiparésia. A segunda fase é a "fase aguda", que se caracteriza por convulsões intratáveis frequentes e deterioração neurológica progressiva (hemiparésia, hemianopsia, deterioração cognitiva e afasia se o hemisfério dominante) e evidência radiológica de atrofia cerebral. A terceira fase é a "fase residual", durante a qual a frequência das crises diminui e o doente desenvolve défices neurológicos permanentes e estáveis.
A análise do LCR nestes doentes pode ser normal ou pode demonstrar pleocitose linfocítica e proteínas elevadas no LCR. Os achados do eletroencefalograma (EEG) são geralmente caracterizados por uma atividade delta emergente e persistente no hemisfério afetado, com um ritmo de fundo contralateral normal.
Com a progressão da doença, o lado contralateral também desenvolve descargas epileptiformes interictais. Foram descritas descargas ictais rítmicas focais que migram do hemisfério cortical afetado com eventos clínicos. No entanto, nenhuma assinatura electrográfica específica da doença foi associada à síndrome. A RMN cerebral demonstra hiperintensidade e atrofia T2/FLAIR em regiões corticais e/ou subcorticais unilaterais. As alterações da RM são mais proeminentes na área perisilviana. A tomografia por emissão de positrões com fluorodesoxiglucose (FDG-PET) demonstra geralmente hipermetabolismo no hemisfério afetado. Foram relatadas respostas variáveis à imunoterapia em vários relatos de casos. Um ensaio aleatório de tacrolimus ou imunoglobulina intravenosa (IVIG) mostrou um abrandamento da perda de tecido e função com ambas as terapias, e preveniu o desenvolvimento de epilepsia intratável. Atualmente, a hemisferectomia continua a ser a abordagem preferida em doentes refractários à imunoterapia gravemente incapacitados para controlar as crises e travar o declínio neurológico.

#### Epilepsia de estado refratário de início recente (NORSE)
O diagnóstico de epilepsia de estado refratário de início recente (NORSE) deve ser considerado quando um indivíduo previamente saudável desenvolve crises refractárias de novo e epilepsia de estado sem etiologia facilmente identificável. O NORSE pode afetar doentes de todas as idades. Um estudo retrospetivo que explorou a NORSE na população adulta mostrou que uma percentagem significativa destes doentes tem etiologias imunomediadas, principalmente encefalite mediada por anticorpos. Foram experimentados vários tratamentos, incluindo medicamentos anti-convulsivos, supressão do surto com anestésicos e terapia dietética, com efeitos modestos e variáveis. A imunoterapia tem sido associada a resultados favoráveis (5-33%) em alguns casos.

## Estudos auxiliares na epilepsia autoimune

### O eletroencefalograma EEG
Desempenha um papel vital no diagnóstico e tratamento da epilepsia e encefalite auto-imunes. A monitorização a longo prazo é utilizada em doentes com status epilepticus subclínico ou clínico. Além disso, o EEG também pode ser utilizado para avaliar a resposta à imunoterapia e aos medicamentos anti-epilépticos em alguns casos.
Os achados do EEG na encefalite autoimune são variáveis e podem ser inespecíficos. A apresentacao com ondas delta extremo (EDB) foi descrito como um achado caraterístico em doentes com encefalite por NMDA. Este padrão de EEG consiste em atividade delta rítmica a 1 a 3 Hz com uma explosão sobreposta de atividade beta rítmica a 20 a 30 Hz em cada onda delta. A EDB foi registada em aproximadamente 30% dos doentes com encefalite por NMDA. No entanto, estudos recentes descreveram a presença de EDB também noutras causas metabólicas e estruturais de encefalopatia.
Numa pequena série de doentes com encefalite LGI1, foram relatadas múltiplas semiologias de convulsões frequentes ou convulsões subclínicas associadas a descargas temporais e frontais. Foram observadas descargas epileptiformes multifocais interictais e atividade interictal de ondas lentas em 25% e 69% dos doentes, respetivamente. O EEG Ictal durante a FBDS é geralmente obscurecido por artefactos musculares proeminentes. No entanto, ocasionalmente, pode ser observada atividade delta rítmica na região frontotemporal contralateral, seguida de atenuação difusa do EEG.

### Imagiologia
A RMN do cérebro é normalmente incluída como parte do diagnóstico inicial de epilepsia ou encefalite de início recente. As características radiológicas que podem ser sugestivas de encefalite autoimune incluem hiperintensidade T2/FLAIR restrita a um ou ambos os lobos temporais mediais, ou hiperintensidades multifocais T2/FLAIR na substância cinzenta, na substância branca, ou em ambas, compatíveis com desmielinização ou inflamação. No entanto, a RM pode ser normal, especialmente no início do curso da doença. A RM do cérebro também fornece informações valiosas relativamente ao diagnóstico diferencial de epilepsia de início recente, como tumores cerebrais, abcessos cerebrais, neurosarcoidose e outras etiologias inflamatórias e infecciosas. A análise volumétrica da RM demonstrou que o aumento dinâmico da amígdala pode ser um biomarcador radiológico precoce da epilepsia autoimune num subgrupo de doentes.
Para além da RM cerebral, foram descritas anomalias na RM funcional, na imagem por tensor de difusão (DTI), na FDG-PET/CT e na tomografia computorizada por emissão de fotão único (SPECT) em doentes com epilepsia autoimune, que podem fornecer valores diagnósticos e, por vezes, prognósticos valiosos. Vários estudos relataram uma maior sensibilidade do FDG-PET em comparação com a RM, especialmente no início da evolução da doença.
No início da evolução da encefalite NMDA-R, a RMN do cérebro pode ser normal ou apresentar alterações inespecíficas. No entanto, a RM funcional em estado de repouso mostra uma perturbação da conetividade funcional do hipocampo. Além disso, a DTI demonstrou danos generalizados na substância branca que se correlacionam com a gravidade da doença. A FDG-PET/CT mostra uma diminuição do metabolismo do lobo occipital, o que é um achado único em alguns destes doentes. A resolução do hipometabolismo occipital lateral e medial pode correlacionar-se com a melhoria clínica.
Na encefalite LGI1, os resultados da RM cerebral variam consoante a fase da doença e a progressão. Na fase inicial da doença, a RM cerebral é tipicamente normal, embora tenham sido registadas anomalias nos gânglios basais, incluindo aumento do sinal FLAIR, restrição da difusão e realce pelo contraste. Os doentes com FBDS podem desenvolver hiperintensidade T1 na região dos gânglios basais. À medida que a doença progride, observam-se hiperintensidades T2/FLAIR unilaterais ou bilaterais dos lobos temporais mediais e dos gânglios basais. A RM de seguimento a longo prazo pode demonstrar atrofia do hipocampo, por vezes consistente com esclerose temporal mesial. O hipermetabolismo dos gânglios basais no FDG-PET/CT é outro achado imagiológico precoce e específico que pode ajudar no diagnóstico da encefalite LGI1.
A maioria dos doentes com epilepsia autoimune associada ao anticorpo GAD65 tem uma atrofia parenquimatosa (cerebral e cerebelar) desproporcionada para a idade e hiperintensidades T2 corticais/subcorticais anormais na RM cerebral. Uma minoria de doentes (26%) apresenta anomalias do hipocampo (incluindo hiperintensidades T2 e aumento da amígdala/hipocampo).
Os doentes com encefalite dos receptores GABA-A apresentam um padrão único de hiperintensidade FLAIR multifocal cortical e subcortical. A maioria destas anomalias corticais e subcorticais não está associada a realce com gadolínio.
O envolvimento do lobo temporal medial foi relatado em múltiplas especificidades de anticorpos, incluindo LGI1 IgG, AMPA-R, recetor GABA-B IgG, ANNA-1 IgG, Ma-2 IgG, mGluR5 e adenilato quinase 5. A maioria destes casos não apresenta realce de gadolínio associado, exceto no caso da encefalite límbica associada a Ma-2 IgG.

## Rastreio do cancro
A TC do tórax, do abdómen e da pélvis com contraste é recomendada como avaliação inicial para a associação de cancro. As ecografias escrotais devem ser realizadas em todos os homens, quando se suspeita de uma etiologia autoimune ou paraneoplásica. Nas mulheres, a mamografia é o exame de referência para a avaliação do cancro da mama. A ecografia transvaginal e a ressonância magnética pélvica são recomendadas para o rastreio do teratoma do ovário ou do adenocarcinoma. Se as avaliações radiológicas iniciais não revelarem qualquer neoplasia maligna e a suspeita clínica de síndroma neurológica paraneoplásica for elevada ou se o doente tiver anticorpos específicos do sistema neural com uma forte associação oncológica, deve ser efectuada uma PET-CT. Se a avaliação do doente revelar uma neoplasia diferente da prevista pelo anticorpo onconeural presente, deve ser realizada uma avaliação adicional do cancro, uma vez que pode coexistir mais do que um cancro.

## Tratamento
O tratamento de pacientes com epilepsia autoimune é composto por imunoterapia, remoção de um predisponente imunológico, como um tumor (quando aplicável), e terapia sintomática, incluindo medicamentos anti-convulsivos. Vários estudos demonstraram efeitos favoráveis do início precoce da imunoterapia na frequência das crises e na cognição. No entanto, faltam ensaios de controlo aleatórios que avaliem a eficácia da imunoterapia na epilepsia autoimune. As recomendações actuais de imunoterapia baseiam-se em séries de casos e na experiência clínica.
Os agentes imunoterapêuticos são classicamente divididos em terapias de primeira linha (fase aguda) e terapias de segunda linha (fase de manutenção). As terapêuticas de primeira linha incluem metilprednisolona intravenosa (IVMP) em dose elevada, imunoglobulina intravenosa (IVIG) ou troca de plasma (PLEX). Os agentes de segunda linha, como o rituximab, a ciclofosfamida, o micofenolato, a azatioprina, o bortezomib ou o tocilizumab, são utilizados em casos refractários ou como terapêutica de manutenção para evitar recaídas.
O tratamento da epilepsia autoimune deve basear-se na gravidade da evolução clínica. Nos doentes com progressão rápida e evolução refractária, é necessária uma imunoterapia mais agressiva, incluindo uma combinação de terapêuticas de primeira e segunda linha. Por outro lado, alguns doentes com epilepsia autoimune têm uma evolução mais benigna e a sua epilepsia pode ser controlada com fármacos antiepilépticos e um curto período de imunoterapia. Em todos os casos, a vigilância do cancro, tal como referido anteriormente, deve ser prosseguida. O tratamento do cancro subjacente é fundamental para o sucesso do tratamento da epilepsia autoimune.

### Tratamento da fase aguda
Os tratamentos de primeira linha preferidos para a epilepsia autoimune incluem a terapia intravenosa com corticosteróides em doses elevadas, PLEX e IVIG. Nalgumas situações, como no caso do estado epilético não convulsivo refratário, pode também ser utilizado um tratamento inicial de IVMP a 1 g por dia durante 5 dias, combinado com ou seguido de PLEX (5-7 ciclos; 1 troca em dias alternados ao longo de 10-14 dias) ou IVIG (0,4 g/kg por dia durante 5 dias consecutivos). Nos casos em que tanto a PLEX como a IVIG são utilizadas, a PLEX deve preceder a terapia IVIG, para evitar a remoção das imunoglobulinas da circulação.
Em regime de ambulatório, utilizamos ensaios de imunoterapia de 6 a 12 semanas. O ensaio de IVMP inclui 1 g por dia durante 3 dias, seguido de uma vez por semana durante 5 semanas (ensaio de IVMP de 6 semanas), seguido de uma vez de 2 em 2 semanas durante 6 semanas (ensaio de IVMP de 12 semanas). Se o doente tiver contra-indicações para IVMP ou não puder tolerar corticosteróides em doses elevadas devido aos efeitos secundários, pode ser considerado um ciclo de IVIG de 6 a 12 semanas. Isto inclui 0,4 g/kg de IVIG diariamente durante 3 dias, seguido de 0,4 g/kg todas as semanas durante 6 semanas (ensaio de IVIG de 6 semanas) e depois de 2 em 2 semanas durante 6 semanas (ensaio de IVIG de 12 semanas).
A resposta ao tratamento pode ser verificada utilizando um diário de crises para avaliar a frequência das crises e/ou a alteração da semiologia e o exame neurológico, incluindo o exame de rastreio do estado mental após a conclusão do ensaio de imunoterapia. A qualidade de vida na epilepsia (QOLIE-31) também pode ser utilizada. O EEG, a ressonância magnética cerebral com gadolínio, a PET cerebral e os testes cognitivos formais são parâmetros adicionais que podem ser monitorizados. As convulsões na epilepsia autoimune podem apresentar uma melhoria precoce no prazo de 4 a 6 semanas após o início da imunoterapia. Por outro lado, o défice cognitivo e a amnésia, se presentes, recuperam mais lentamente.

## Fase de manutenção
Os principais objectivos do tratamento da fase de manutenção são prevenir a progressão da doença e as recaídas, evitando ao mesmo tempo os efeitos adversos da medicação. Na maioria dos casos, as decisões sobre a imunoterapia crónica baseiam-se na resposta ao regime de imunoterapia aguda e nos auto-anticorpos específicos identificados. Nos casos que continuam a ter uma evolução refractária apesar da imunoterapia inicial agressiva e do regime anti-epilético ideal, são iniciados agentes imunossupressores de segunda linha numa fase precoce da evolução da doença. O rituximab, a ciclofosfamida, o micofenolato e a azatioprina são agentes habitualmente utilizados. Em alguns casos, a IVIG crónica ou a plasmaférese, uma vez a cada 2 a 3 semanas, também é utilizada como terapia de manutenção. Se for iniciado o micofenolato ou a azatioprina, deve ser considerado um ciclo de corticosteróides de 2 a 3 meses, devido ao seu efeito terapêutico retardado.
A compreensão do potencial mecanismo imunitário da doença também pode ajudar a decidir a estratégia imunoterapêutica de segunda linha. Em geral, considera-se que os anticorpos paraneoplásicos clássicos com antigénios intracelulares, como o anti-Hu IgG, são principalmente síndromes mediadas por células T, o que leva a preferir agentes imunossupressores de largo espetro, como a ciclofosfamida e o micofenolato. No entanto, alguns dos anticorpos contra antigénios de superfície das células neurais são diretamente patogénicos, como o NMDA-R IgG; por conseguinte, são preferidas as terapêuticas dirigidas às células B que reduzem a produção de anticorpos. A avaliação cuidadosa dos efeitos adversos destes agentes, com análises laboratoriais frequentes (específicas para o agente de imunoterapia utilizado), é extremamente importante.
O bortezomib e o tocilizumab surgiram como novos imunoterapêuticos de segunda linha para o tratamento de casos refractários de epilepsia e encefalite autoimunes. O bortezomib é um inibidor do proteassoma utilizado no tratamento do mieloma múltiplo e off-label no Lupus Eritematoso Sistémico(LES). O bortezomib diminui tanto os plasmócitos de vida curta como os de vida longa, o que, em última análise, leva a uma diminuição da produção de anticorpos circulantes. O bortezomib tem sido utilizado no tratamento da encefalite NMDA-R refractária grave com sucesso limitado. O tocilizumab é um anticorpo monoclonal humanizado anti-recetor da interleucina (IL)-6, que bloqueia a transdução de sinal mediada pela IL-6. O tocilizumab tem sido utilizado em várias doenças auto-imunes, incluindo o LES, a artrite reumatoide e a arterite de células gigantes. Um estudo observacional retrospetivo recente relatou um resultado favorável com a administração de tocilizumab em 7 doentes adultos com NORSE que permaneceram refractários à imunoterapia de primeira linha e/ou rituximab. Noutro estudo de 20 doentes sem encefalite autoimune, a utilização de tocilizumab foi associada a uma resposta clínica favorável.
Os estudos que avaliam a duração da imunoterapia de manutenção são limitados. No entanto, pode ser considerado um ensaio de suspensão da imunoterapia após 2 anos de tratamento se o doente não tiver tido quaisquer recaídas.

## Medicamentos antiepilépticos
Embora as convulsões na epilepsia autoimune sejam carateristicamente resistentes aos fármacos antiepilépticos (RFEs) isolados, estes continuam a desempenhar um papel importante no tratamento sintomático. Em todos os doentes com epilepsia autoimune, os RFEs devem ser utilizados juntamente com o tratamento de imunoterapia. Não existem dados de ensaios clínicos aleatórios que apoiem a escolha de uma RFEs em detrimento de outra. O levetiracetam é habitualmente utilizado no tratamento das convulsões, dado o perfil favorável de efeitos secundários e a interação mínima entre medicamentos. No entanto, a disfunção psiquiátrica devida aos efeitos adversos do levetiracetam pode ser difícil de diferenciar da manifestação sindrómica da encefalite límbica.
Um estudo retrospetivo recente que avaliou as RFE na epilepsia autoimune demonstrou que as taxas de ausência de crises eram consideravelmente mais elevadas com a utilização de RFE bloqueadores dos canais de sódio (carbamazepina, fenitoína, oxcarbazepina e lacosamida) em comparação com o levetiracetam. A razão para a melhor eficácia das RFE bloqueadoras dos canais de sódio não é clara. Curiosamente, tanto a carbamazepina como a oxcarbazepina demonstraram reduzir os níveis de IL-1 e IL-2 em indivíduos saudáveis. Medicamentos como a carbamazepina e a fenitoína têm propriedades de indução enzimática que podem alterar a farmacocinética das terapias imunossupressoras. Por conseguinte, as novas RFE bloqueadoras dos canais de sódio com perfis farmacocinéticos mais favoráveis (como a oxcarbazepina e a lacosamida) podem ser preferidas no tratamento da epilepsia autoimune.

## Cirurgia da epilepsia
A cirurgia da epilepsia tem sido tentada em casos seleccionados de epilepsia autoimune. No entanto, entre esses pacientes, os resultados parecem ser piores quando comparados com outras etiologias de epilepsia resistente a medicamentos.

## Resultados e Prognóstico
A maioria dos doentes com epilepsia e encefalite auto-imunes responde às terapêuticas de primeira ou segunda linha. No entanto, um subconjunto de doentes permanece refratário a múltiplas imunoterapias. Certas características laboratoriais e imagiológicas podem prever uma evolução mais grave. Em doentes com encefalite LGI1, um título e um índice específicos da subclasse LGI1 IgG4 no LCR mais elevados estão correlacionados com um pior resultado. Na encefalite NMDA-R, a presença de escova delta extrema foi associada a uma evolução prolongada.
Entre os doentes com encefalite NMDA-R, um sistema de classificação de 5 pontos, a pontuação NEOS (antiNMDA-R Encephalitis One-Year Functional Status), prevê a função neurológica ao fim de 1 ano. Os factores incluídos na pontuação NEOS foram a admissão na unidade de cuidados intensivos, o atraso no tratamento superior a 4 semanas, a ausência de melhoria clínica no prazo de 4 semanas, a RMN anormal e a contagem de glóbulos brancos no LCR superior a 20 células/mcL. Uma pontuação NEOS elevada foi associada a uma probabilidade de mau estado funcional ao fim de 1 ano.

## Acompanhamento
Os doentes com epilepsia autoimune devem ser seguidos regularmente, de preferência por um epileptologista em conjunto com um neuroimunologista. No seguimento a longo prazo, alguns doentes continuam a ter epilepsia crónica resistente aos medicamentos, apesar da imunoterapia agressiva e dos medicamentos anti-epilépticos. Pode ser difícil discernir se a epilepsia é secundária a danos corticais irreversíveis ou se é devida a um processo inflamatório persistente. Nestes casos, os exames complementares, incluindo a ressonância magnética cerebral com contraste de gadolínio, a repetição da análise do LCR e a PET cerebral, podem ser úteis para orientar as decisões de tratamento. Os títulos de anticorpos específicos neurais no soro e/ou no LCR têm geralmente uma fraca relação preditiva com a resposta ao tratamento ou com a recidiva clínica. No entanto, um estudo retrospetivo demonstrou a utilidade dos títulos de IgG NMDA-R no LCR, detectados com imunohistoquímica cerebral, na previsão da recidiva da doença.
Com uma melhor compreensão dos mecanismos das síndromes epilépticas auto-imunes mediadas por anticorpos e por células T específicas de auto-antigénios, é provável que a utilização de DAE e de imunoterapia seja ainda mais optimizada. No futuro, prevemos que ensaios controlados e aleatórios bem concebidos ajudem a selecionar, com base em provas, os tratamentos mais eficazes (agentes, doses e duração do tratamento) para o tratamento da epilepsia autoimune.